# Fünfkampf-Länderkampf der Frauen 1963 BR Deutschland – Jugoslawien
| 2. Leichtathletik-Länderkampf mit bundesdeutscher Beteiligung 1963 | 2. Leichtathletik-Länderkampf mit bundesdeutscher Beteiligung 1963 |                     |
| ------------------------------------------------------------------ | ------------------------------------------------------------------ | ------------------- |
|                                                                    |                                                                    |                     |
| Fünfkampf-Vergleich der Frauen: BR Deutschland – Jugoslawien       |                                                                    |                     |
| Austragungsort                                                     | Bad Reichenhall                                                    |                     |
| Wettbewerbe                                                        | 1                                                                  |                     |
| Datum                                                              | 1./2. Juni 1963                                                    |                     |
| 1. FRG 2. YUG                                                      | 16 Punkte 06 Punkte                                                |                     |
| Chronik                                                            |                                                                    |                     |
| ← FRG-YUG 10kampf (M)                                              | SWE-FRG Geher (M) →                                                | SWE-FRG Geher (M) → |

Im zweiten Vergleich des Länderkampfjahres 1963 bestritten die Frauen parallel zu den Männern einen eigenen Mehrkampf mit Jugoslawien. Dieser Fünfkampf wurde am 1./2. Juni in Bad Reichenhall ausgetragen.

## Wettbewerbe und Modus
Jede Nation stellte vier Fünfkämpferinnen, von denen die drei Besten gewertet wurden. Jugoslawien trat nur mit drei Athletinnen an, die dann alle mit ihren Ergebnissen berücksichtigt wurden. Der Fünfkampf wurde nach der Punktetabelle von 1961 gewertet. Die Länderkampfpunkte wurden nach folgendem Schema verteilt: 1. Platz: 7 P / 2. Platz: 5 P / 3. Platz: 4 P / …

## Ergebnis
Die vier bundesdeutschen Fünfkämpferinnen lagen am Ende alle vor den drei Athletinnen aus Jugoslawien. So gewann die Bundesrepublik Deutschland diese Begegnung mit der maximalen Punktzahl, das Endresultat lautete sechzehn zu sechs Punkte für die Bundesrepublik. Die siegreiche Jutta Heine stellte mit 4767 Punkten nach der Wertung von 1961 einen neuen deutschen Rekord auf.

## Legende
Kurze Übersicht zur Bedeutung der Symbolik – so üblicherweise auch in sonstigen Veröffentlichungen verwendet:
| DR | Deutscher Rekord |

### Fünfkampf
| Platz | Name             | Nation | Punkte  | 80 m Hürden | Kugel- stoßen | Hoch- sprung | Weit- sprung | 200 m  |
| ----- | ---------------- | ------ | ------- | ----------- | ------------- | ------------ | ------------ | ------ |
| 1     | Jutta Heine      | FRG    | 4767 DR | 10,9 s      | 11,63 m       | 1,61 m       | 5,68 m       | 24,2 s |
| 2     | Ingrid Becker    | FRG    | 4672000 | 11,6 s      | 11,90 m       | 1,65 m       | 5,86 m       | 25,1 s |
| 3     | Maria Haas       | FRG    | 4377000 | 12,1 s      | 12,22 m       | 1,58 m       | 5,60 m       | 26,4 s |
| 4     | Birgit Hefti     | FRG    | 4262000 | 11,6 s      | 09,73 m       | 1,52 m       | 5,55 m       | 25,6 s |
| 5     | Nevenka Mrinjek  | YUG    | 3969000 | 12,9 s      | 09,86 m       | 1,55 m       | 5,53 m       | 27,5 s |
| 6     | Nataša Urbančič  | YUG    | 3906000 | 12,2 s      | 11,03 m       | 1,49 m       | 5,22 m       | 28,9 s |
| 7     | Drislava Ostojić | YUG    | 3501000 | 13,6 s      | 09,35 m       | 1,52 m       | 4,52 m       | 28,3 s |

## Einzelnachweis
1. ↑  Entwicklung der deutschen Rekorde in historischen Disziplinen, Fünfkampf - Frauen (ab 1930 anerkannt) sport-record.de, abgerufen am 6. Dezember 2024